# كأس العراق 1991–92
فاز بهذه النسخة من بطولة لكأس العراق نادي القوة الجوية بعد فوزه في المباراة النهائية على نادي الخطوط بنتيجة (2-1).